# Вали (Нижньосілезьке воєводство)
Вали (пол. Wały, нім. Reichwald) — село в Польщі, у гміні Бжег-Дольний Воловського повіту Нижньосілезького воєводства.
Населення — 293 особи (2011).
У 1975-1998 роках село належало до Вроцлавського воєводства.

## Демографія
Демографічна структура станом на 31 березня 2011 року:
|          | Загалом | Допрацездатний вік | Працездатний вік | Постпрацездатний вік |
| -------- | ------- | ------------------ | ---------------- | -------------------- |
| Чоловіки | 135     | 18                 | 107              | 10                   |
| Жінки    | 158     | 30                 | 94               | 34                   |
| Разом    | 293     | 48                 | 201              | 44                   |